# Mistrzostwa Świata w Saneczkarstwie 1970
12. Mistrzostwa świata w saneczkarstwie – zawody saneczkarskie, które odbyły się w dniach 31 stycznia – 1 lutego 1970 w zachodnioniemieckiej miejscowości Schönau am Königssee. Były to trzecie zorganizowane w tym kraju mistrzostwa świata w saneczkarstwie (poprzednio w 1960 i 1969), a drugie w tej miejscowości. Jedynie para Austriaków Manfred Schmid / Ewald Walch w konkurencji dwójek zdołała obronić tytuł mistrzów świata. 
Polacy zdobyli w mistrzostwach złoty medal, który wywalczyła Barbara Piecha w konkurencji jedynek. 20-letnia Polka po zdobyciu tytułu mistrzyni świata, rozpłakała się, a redaktorowi Polskiej Agencji Prasowej powiedziała:

Nie przypuszczałam, że zdołam wywalczyć pierwsze miejsce. To przecież mój debiut w wielkiej międzynarodowej imprezie. W czwartym ślizgu na końcowych wirażach pojechałam źle i przez ułamek sekundy sądziłam, że nie ukończę konkurencji. Na szczęście zdołałam opanować sytuację, uzyskując nawet niezły czas. Jestem bardzo szczęśliwa. Tego nie muszę chyba dodawać. Swój sukces zawdzięczam pracy z trenerem Pawłem Stoleckim. Na mistrzostwach startowałam na sankach jego konstrukcji.

## Kalendarium zawodów
| Kalendarz MŚ w saneczkarstwie 1970 |        |        |
| Konkurencja                        | Ślizgi | Ślizgi |
| Konkurencja                        | 31.01  | 1.02   |
| Mężczyźni                          |        |        |
| Jedynki                            |        |        |
| Dwójki                             |        |        |
| Kobiety                            |        |        |
| Jedynki                            |        |        |

## Lista uczestniczących reprezentacji
W mistrzostwach świata w saneczkarstwie brały udział 123 osoby (28 kobiet i 95 mężczyzn) z 16 reprezentacji. Najliczniejsze reprezentacje wystawiły: NRD (18 osób), Austria (17) i RFN (14). Każda reprezentacja mogła wystawić ośmiu mężczyzn i sześć kobiet w konkurencji jedynek oraz cztery pary w konkurencji dwójek. 
| Lp. | Reprezentacja  | (Kobiety / Mężczyźni) – Łącznie |
| 1.  | Austria        | (6 / 11) – 17                   |
| 2.  | Czechosłowacja | (3 / 8) – 11                    |
| 3.  | Francja        | (1 / 8) – 9                     |
| 4.  | Hiszpania      | (0 / 3) – 3                     |
| 5.  | Japonia        | (2 / 4) – 6                     |
| 6.  | Kanada         | (0 / 2) – 2                     |
| 7.  | Liechtenstein  | (0 / 1) – 1                     |
| 8.  | NRD            | (6 / 12) – 18                   |

| Lp.   | Reprezentacja     | (Kobiety / Mężczyźni) – Łącznie |
| 9.    | Norwegia          | (0 / 4) – 4                     |
| 10.   | Polska            | (3 / 5) – 8                     |
| 11.   | RFN               | (4 / 10) – 14                   |
| 12.   | Stany Zjednoczone | (1 / 8) – 9                     |
| 13.   | Szwajcaria        | (0 / 2) – 2                     |
| 14.   | Szwecja           | (1 / 4) – 5                     |
| 15.   | Wielka Brytania   | (0 / 2) – 2                     |
| 16.   | Włochy            | (1 / 11) – 12                   |
| Razem | Razem             | (28 / 95) – 123                 |

### Reprezentacja Polski
Do mistrzostw świata Polski Związek Sportów Saneczkowych zgłosił 8 osób (5 zawodników i 3 zawodniczki) we wszystkich konkurencjach. 
| Mężczyźni |                   |                 |
| Lp.       | Zawodnik          | Konkurencja     |
| 1.        | Ryszard Gawior    | jedynki, dwójki |
| 2.        | Janusz Grzemowski | jedynki         |
| 3.        | Janusz Krawczyk   | jedynki, dwójki |
| 4.        | Lucjan Kudzia     | jedynki, dwójki |
| 5.        | Józef Matlak      | jedynki, dwójki |

| Kobiety |                  |             |
| Lp.     | Zawodniczka      | Konkurencja |
| 1.      | Wiesława Martyka | jedynki     |
| 2.      | Anna Mąka        | jedynki     |
| 3.      | Barbara Piecha   | jedynki     |

## Obrońcy tytułów
| Mężczyźni   |                              |         |
| Konkurencja | Mistrz świata                | Uwagi   |
| Jedynki     | Josef Feistmantl             | miejsce |
| Dwójki      | Manfred Schmid / Ewald Walch | miejsce |

| Kobiety     |                  |                |
| Konkurencja | Mistrzyni świata | Uwagi          |
| Jedynki     | Petra Tierlich   | nie startowała |

## Medaliści
| Konkurencja (liczba startujących)  | Złoto:                             | Czas    | Srebro:                          | Czas   | Brąz:                              | Czas   |
| Mężczyźni                          |                                    |         |                                  |        |                                    |        |
| Jedynki (80 zaw. z 16 rep.)        | Josef Fendt                        | 3:01,60 | Josef Feistmantl                 | + 0,45 | Wolfgang Scheidel                  | + 2,10 |
| Dwójki (25 par – 50 zaw. z 9 rep.) | Austria Manfred Schmid Ewald Walch | 1:25,29 | NRD Klaus Bonsack Michael Köhler | + 0,26 | NRD Horst Hörnlein Reinhard Bredow | + 0,53 |
| Kobiety                            |                                    |         |                                  |        |                                    |        |
| Jedynki (28 zaw. z 10 rep.)        | Barbara Piecha                     | 2:54,90 | Christina Schmuck                | + 0,75 | Elisabeth Demleitner               | + 0,76 |

## Szczegóły

### Mężczyźni
| Miejsce | Zawodnik            | Narodowość | Czas    |
| złoto   | Josef Fendt         | RFN        | 3:01,60 |
| srebro  | Josef Feistmantl    | Austria    | + 0,45  |
| brąz    | Wolfgang Scheidel   | NRD        | + 2,10  |
| 4       | Leonhard Nagenrauft | RFN        | + 2,15  |
| 5       | Hans Wimmer         | RFN        |         |
| 6       | Hans Brandner       | RFN        |         |
| 7       | Manfred Schmid      | Austria    |         |
| 8       | Albert Bienert      | NRD        |         |
| 9       | Horst Hörnlein      | NRD        |         |
| 10      | Harald Ehrig        | NRD        |         |
|         |                     |            |         |
| 16      | Janusz Krawczyk     | Polska     | + 3,80  |
| 18      | Ryszard Gawior      | Polska     | + 4,91  |
| 23      | Lucjan Kudzia       | Polska     | + 5,21  |
| 24      | Janusz Grzemowski   | Polska     | + 5,28  |
| 30      | Józef Matlak        | Polska     | + 6,42  |

| Miejsce | Zawodnicy                        | Narodowość | Czas    |
| złoto   | Manfred Schmid Ewald Walch       | Austria    | 1:25,29 |
| srebro  | Klaus Bonsack Michael Köhler     | NRD        | + 0,26  |
| brąz    | Horst Hörnlein Reinhard Bredow   | NRD        | + 0,53  |
| 4       | Rudolf Schmid Franz Schachner    | Austria    | + 0,61  |
| 5       | Hans Brandner Balthasar Schwarm  | RFN        | + 0,67  |
| 6       | Leonhard Nagenrauft Hans Wimmer  | RFN        | + 0,74  |
| 7       | Paul Hildgartner Walter Plaikner | Włochy     |         |
| 8       | Karl Brunner Siegfried Graber    | Włochy     |         |
| 9       | Martin Köck Albert Ertelt        | RFN        |         |
| 10      | Rolf Fuchs Erich Enders          | NRD        |         |
|         |                                  |            |         |
| 13      | Lucjan Kudzia Janusz Krawczyk    | Polska     |         |
| 16      | Ryszard Gawior Józef Matlak      | Polska     |         |

| Miejsce | Zawodniczka          | Narodowość        | Czas    |
| złoto   | Barbara Piecha       | Polska            | 2:54,90 |
| srebro  | Christina Schmuck    | RFN               | + 0,75  |
| brąz    | Elisabeth Demleitner | RFN               | + 0,76  |
| 4       | Anna-Maria Müller    | NRD               | + 0,93  |
| 5       | Angela Knösel        | NRD               | + 1,41  |
| 6       | Erika Lechner        | Włochy            | + 1,65  |
| 7       | Angelika Greguletz   | RFN               | + 1,77  |
| 8       | Kathy Homstadt       | Stany Zjednoczone | + 2,08  |
| 9       | Gisela Kißner        | NRD               | + 2,11  |
| 10      | Wiesława Martyka     | Polska            | + 2,44  |
|         |                      |                   |         |
| 16      | Anna Mąka            | Polska            | + 3,80  |

## Tabela medalowa
| Tabela medalowa |               |       |        |      |       |
| Miejsce         | Reprezentacja | Złoto | Srebro | Brąz | Razem |
| 1               | RFN           | 1     | 1      | 1    | 3     |
| 2               | Austria       | 1     | 1      | 0    | 2     |
| 3               | Polska        | 1     | 0      | 0    | 1     |
| 4               | NRD           | 0     | 1      | 2    | 3     |